# Argocoffeopsis
Argocoffeopsis es un género con 8 especies de plantas con flores perteneciente a la familia Rubiaceae.

## Especies
- Argocoffeopsis afzelii
- Argocoffeopsis eketensis
- Argocoffeopsis jasminoides
- Argocoffeopsis lemblinii
- Argocoffeopsis pulchella
- Argocoffeopsis rupestris
- Argocoffeopsis scandens
- Argocoffeopsis subcordata

## Sinonimia
- Argocoffea